# Bolje ne bo nikoli
Bolje ne bo nikoli (v izvirniku angleško As Good as It Gets) je ameriška romantična komedija režiserja Jamesa L. Brooksa iz leta 1997. V glavnih vlogah so nastopili Jack Nicholson kot ljudomrzni pisatelj z obsesivno-kompulzivno motnjo, Helen Hunt kot mati samohranilka z astmatičnim sinom in Greg Kinnear kot gejevski umetnik.

## Vsebina
Melvin Udall (Jack Nicholson) je ljudomrznež, ki na svojem domu na Manhattnu piše uspešne ljubezenske romane. Njegov odnos do ljudi spravlja v obup vse, s katerimi pride v stik, posebej pa sosede v stanovanjskem bloku. Hkrati trpi za obsesivno-kompulzivno motnjo - za primer, nikoli ne stopi na rob med tlakovci in vsak dan jé zajtrk pri isti mizi v restavraciji s plastičnim priborom za enkratno uporabo, saj ima tudi patološki strah pred mikrobi. Natakarica v tej restavraciji, Carol Connelly (Hellen Hunt), je edina, ki prenaša njegove muhe.
Nekega dne je njegov sosed, gejevski umetnik Simon Bishop (Greg Kinnear), žrtev napada in mora v bolnišnico, Melvin pa je prisiljen vzeti ta čas njegovega psa v skrbništvo. Kljub začetnemu odporu se kmalu na psa naveže, zaradi tega pa mu tudi Carol posveča več pozornosti. Ponovno se mu rutina podre, ko gre Carol delat bližje domu v Brooklynu da bi lahko več časa preživela s svojim kronično bolnim sinom (Jesse James). Nezadovoljen nad tem, Melvin plača stroške zasebnemu zdravniku da bi lahko Carol nadaljevala s strežbo tam kjer hodi jest. Carol ni prepričana, kaj hoče s tem doseči, zato se sredi noči odpelje k Melvinu da mu pove, da ne namerava spati z njim.
Medtem Simon pride iz bolnišnice in počasi okreva. Vendar pa stres in dejstvo, da ima zdaj njegov pes rajši Melvina, povzročita, da izgubi svoj navdih. Ker nima zdravstvenega zavarovanja, se pričnejo kopičiti računi za zdravljenje, hkrati pa mu grozi izselitev zaradi neplačane najemnine, zato ga njegov agent Frank Sachs (Cuba Gooding, Jr.) pregovori naj odide v Baltimore k svojim odtujenim staršem in jih prosi za pomoč. Simon prepriča Melvina da bo vozil, Melvin pa povabi še Carol da bi zmanjšal nelagodje. Carol nejevoljno sprejme povabilo in trojica odrine na pot.
Nek večer na poti se Melvin poskuša resneje zbližati s Carol, vendar jo zaradi nespretnosti med večerjo v hotelu hudo užali. Kasneje isti večer jo med kopanjem v sobi vidi Simon, ki ga njeno telo popolnoma prevzame in začne ponovno ustvarjati. Opogumljen, ker je ponovno našel svojo muzo, se odloči, da se bo znova postavil na lastne noge, zato se naslednji dan obrnejo proti domu. Po vrnitvi v New York Carol pove Melvinu, da ga noče več v svojem življenju. Kasneje obžaluje svoje besede in ga pokliče da bi se mu opravičila, a odnos med njima ostane zapleten. Simon, ki je medtem izgubil stanovanje, se preseli k Melvinu in ga prepriča, naj izpove svojo ljubezen Carol. Pred njenim stanovanjem v Brooklynu naposled ugotovita, kako globoko se ljubita. Film se konča z njunim sprehodom do pekarne na vogalu zgodaj zjutraj.

## Odzivi
Film je bil ob izidu tik pred božičem 1997 razmeroma dobro sprejet med kritiki in tudi finančno uspešen. Po rezultatih predvajanja v kinematografih je bil šesti najdobičkonosnejši film leta. Nekateri kritiki so mu očitali pretirano sentimentalnost in formulaičnost, v povprečju pa so bile ocene pozitivne.
Bolje ne bo nikoli je bil nominiran tudi za več nagrad; Jack Nicholson in Helen Hunt sta prejela oskarja in zlati globus za glavni vlogi. To je do danes zadnji film z osvojenim oskarjem hkrati za moško in žensko glavno vlogo.